# 西鉄五条駅
西鉄五条駅（にしてつごじょうえき）は、福岡県太宰府市五条二丁目にある西日本鉄道（西鉄）太宰府線の駅である。駅番号はD01。

## 歴史
- 1902年（明治35年）5月1日：太宰府軌道上に、五条駅として開設される[1]。
- 1927年（昭和2年）9月24日：路線の改築に伴い廃止[1]。
- 1928年（昭和3年）5月3日：五条口駅として再開業[1]。
- 1931年（昭和6年）10月17日：移設、五条駅に改称[1]。
- 1942年（昭和17年）
  - 6月10日：種鶏場前駅に改称[1]。
  - 9月22日：九州鉄道などの合併により西日本鉄道が成立。同社の駅となる。
- 1948年（昭和23年）10月25日：西鉄五条駅に改称[1]。
- 1971年（昭和46年）：駅舎改築。
- 1994年（平成6年）3月23日：駅舎改築。
- 2017年（平成29年）2月1日：駅ナンバリングを導入[2]。
- 2024年（令和6年）
  - 9月10日[要出典]：クレジットカードなどのタッチ決済実証実験を開始[3]。
  - 10月1日：駅集中管理システム試験運用開始[4]。
- 2025年（令和7年）4月1日：駅集中管理システムの本格的な運用を開始（予定）[5]。

## 駅構造
駅舎側ホーム+島式ホーム2面2線の地上駅。ホームはカーブしていて、更に幅がかなり狭い。
発着列車は全て1・3番のりばを使用し、2番のりばは使用されない。
| ホーム | 路線      | 方向 | 行先                                     |
| ------ | --------- | ---- | ---------------------------------------- |
| 1      | ■大宰府線 | 下り | 太宰府行                                 |
| 2      | ■大宰府線 | -    | （使用停止）                             |
| 3      | ■大宰府線 | 上り | 二日市・福岡（天神）・久留米・大牟田方面 |

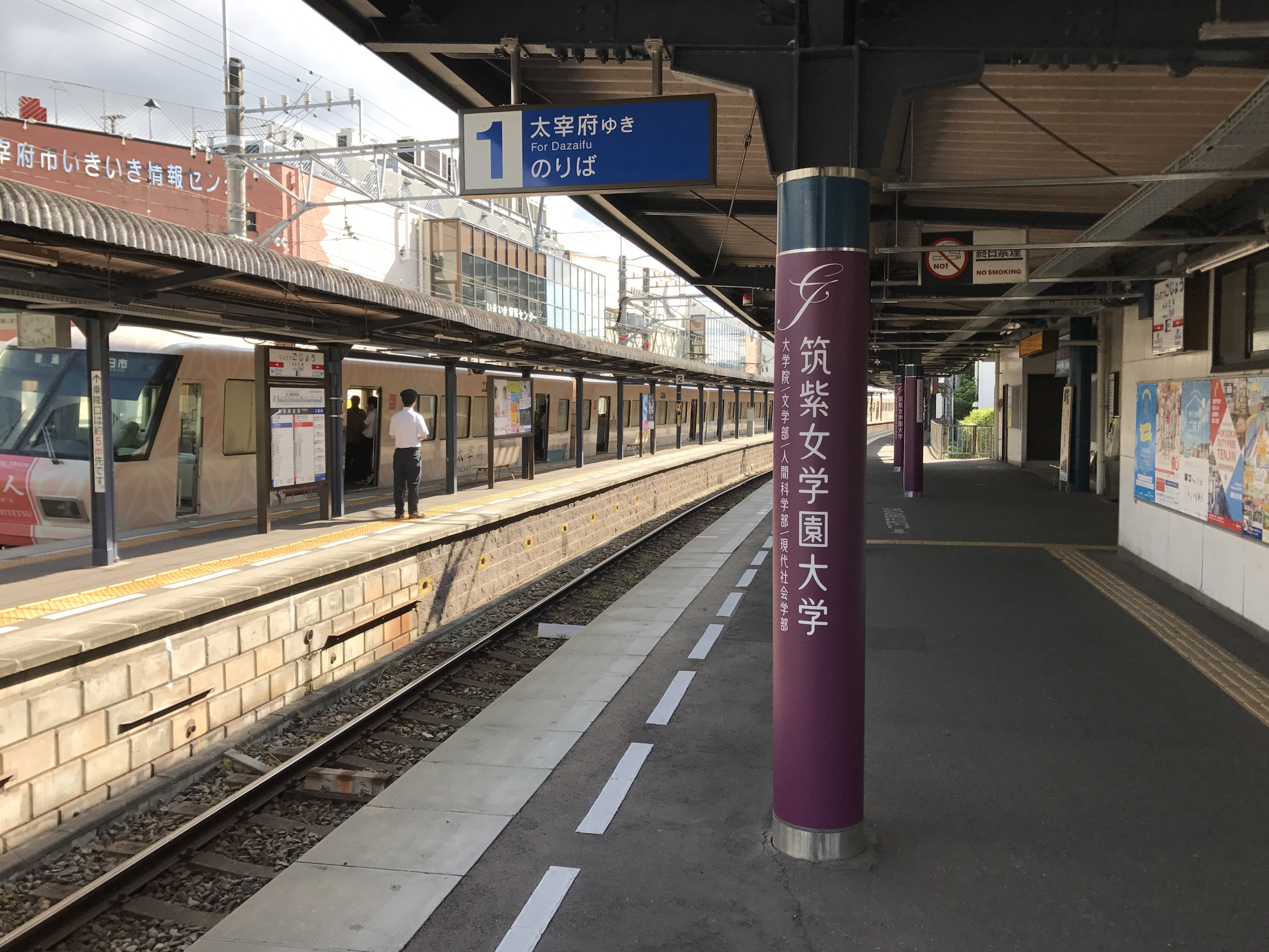
1番のりば
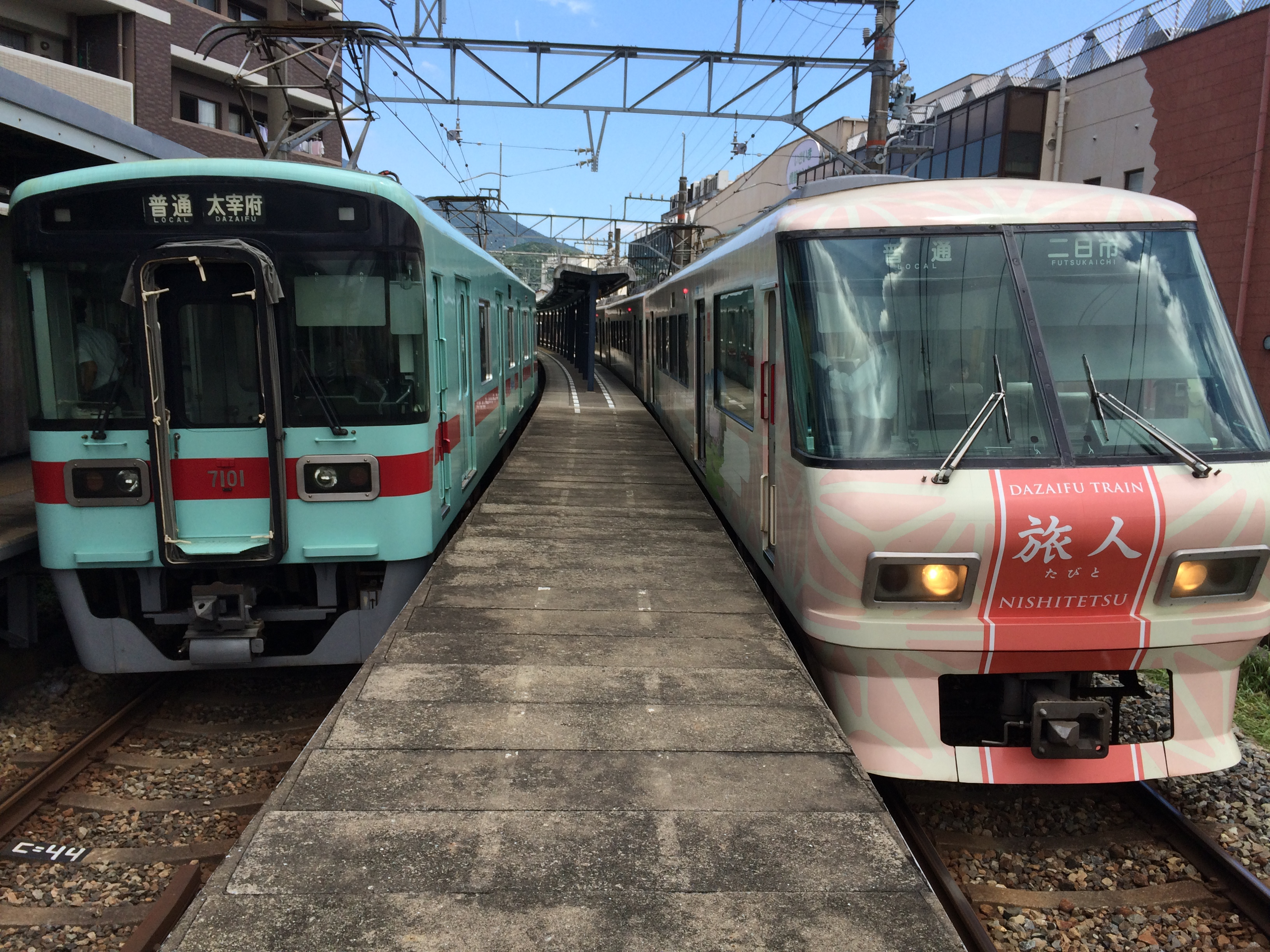
2・3番のりば

## 利用状況
2024年度の1日平均乗降人員は5,298人である。
各年度の1日平均乗車人員および乗降人員は下表のとおり。
| 年度               | 1日平均 乗車人員 | 1日平均 乗降人員 |
| ------------------ | ---------------- | ---------------- |
| 1996年             | 4,970            | 9,888            |
| 1997年             | 4,899            | 9,770            |
| 1998年             | 4,685            | 9,315            |
| 1999年             | 4,191            | 8,336            |
| 2000年             | 4,014            | 7,997            |
| 2001年             | 3,899            | 7,767            |
| 2002年             | 3,737            | 7,468            |
| 2003年             | 3,631            | 7,298            |
| 2004年             | 3,521            | 7,093            |
| 2005年             | 3,526            | 7,055            |
| 2006年             | 3,452            | 6,915            |
| 2007年             | 3,393            | 6,833            |
| 2008年             | 3,384            | 6,860            |
| 2009年             | 3,293            | 6,685            |
| 2010年             | 3,112            | 6,351            |
| 2011年             | 3,033            | 6,189            |
| 2012年             | 2,959            | 6,034            |
| 2013年             | 3,041            | 6,208            |
| 2014年             | 3,044            | 6,209            |
| 2015年             | 3,066            | 6,260            |
| 2016年             | 2,964            | 6,032            |
| 2017年             | 2,833            | 5,781            |
| 2018年             | 2,825            | 5,779            |
| 2019年             | 2,836            | 5,748            |
| 2020年             |                  | 4,178            |
| 2021年             |                  | 4,548            |
| 2022年             |                  | 5,053            |
| 2023年（令和05年） |                  | 5,303            |
| 2024年（令和06年） |                  | 5,298            |

## 駅周辺
周辺は太宰府市の中心市街地に当たる地域で、観光施設よりも地元住民向けの商業施設が多く、太宰府市役所も当駅が最寄りである。太宰府天満宮は隣の太宰府駅が最寄りとなる。
また、周辺には個人病院が多く開業されており、医療関係が充実している他、大学・短期大学も立地しており大学生・短大生の利用も多い。

### 道路
- 福岡県道35号筑紫野古賀線
- 福岡県道76号筑紫野太宰府線
- 国道3号

### 市関連施設
- 太宰府市役所 - 北西へ約400m
  - 太宰府市中央公民館・市民図書館 - 西へ約450m
  - いきいき情報センター - 駅前
  - 保健センター
  - 市立五条保育所
  - 男女共同参画センタールミナス
  - 体育センター
  - 社会福祉協議会
    - 老人福祉センター

### 学校
- 筑紫女学園大学 - 東へ約1.3km
- 福岡県立太宰府高等学校 - 南東へ2.5km。当駅からバス路線（後述）がある。
- 福岡女子短期大学 - 東へ約500m
- 太宰府市立太宰府中学校 - 東へ約250m

### 商業・金融・その他
- レガネット太宰府（スーパー、旧寿屋） - 南西へ約250m
- 大賀薬局五条店
- 福岡銀行五条（ATMのみ）
- 西日本シティ銀行五条支店
- 太宰府郵便局
- JA筑紫太宰府中央支店
- 太宰府市商工会
- 新生堂薬局五条店
- ジョイント太宰府店

### 医療
- 福岡県立精神医療センター太宰府病院 - 南へ約300m

### 名所・旧跡
- 観世音寺 - 北西約700m
- 戒壇院 - 上にほぼ同じ
- 大宰府政庁跡（都府楼跡） - 上より西へ約300m
- 学校院跡 - 観世音寺（及び戒壇院）と大宰府政庁跡とのほぼ中間地点

## バス路線
- 西鉄五条駅バス停 - 駅前ロータリー内
  - 西鉄バス（西鉄バス二日市）
    - 星ケ丘 → 太宰府高校入口 → 梅香苑 → 君畑 → 西鉄二日市東口
    - 九州国立博物館前 → 原営業所

  - 太宰府市コミュニティバス「まほろば号」
    - 関屋/通古賀 → 西鉄都府楼前駅
    - 西鉄太宰府駅 → 菅谷（九州情報大学前）
    - 西鉄太宰府駅 → 内山（竈門神社）
    - 西鉄太宰府駅 → 松川 → 北谷
    - 地域サポートカー：湯の谷・連歌屋方面
- 西鉄五条駅横バス停 - 駅西側
  - 梅ヶ丘・高雄方面
- 北西約400mの場所に宇美方面行きバスや福岡空港・博多バスターミナル行き「太宰府ライナーバス旅人」が停車する太宰府市役所前バス停がある。

## 隣の駅
西日本鉄道
■太宰府線（全ての種別が各駅に停車）
西鉄二日市駅（T13） - 西鉄五条駅（D01） - 太宰府駅（D02）